# Markala
Markala (ou Marakala) est une commune malienne, chef-lieu du Cercle de Markala dans la région de Ségou, elle a pour chef-lieu la localité de Diamarabougou.

## Géographie
Markala est située sur la rive droite du fleuve Niger et sur la route nationale RN 33 (axe Ségou-Niono) à 35 km au nord-est et en aval de la ville de Ségou. La commune rurale s'étend sur les deux rives du fleuve.

### Communes limitrophes
Les communes limitrophes sont .
|                | Dougabougou | Sansanding |
| Baguindadougou | Markala     | Sansanding |
|                | Pelengana   | Togou      |

## Villages et quartiers
La commune s'étend sur 31 localités relevées lors du recensement général de 2009. 
Les villages les plus peuplés sont :
- Diamarabougou (17 075 habitants) ;
- Kirango (6 956 habitants) ;
- Koké (2 210 habitants).

## Histoire
C'est à l'époque du Soudan français qu'est entrepris la construction du barrage (généralement appelé barrage de Sansanding) en vue de l’irrigation pour développer la culture du coton, du riz et de la canne à sucre dans le cadre de l’Office du Niger. Il est inauguré en 1947 et devient le plus grand barrage de retenue d'eau du Mali.
La construction du barrage pendant 13 ans (1934-1947), entraîne la transformation des vieux villages Bambaras de Kirango et Diamarabougou en une agglomération moderne, avec un quartier résidentiel européen érigé entre eux.

### Aérodrome
La commune était desservie par un aérodrome ayant disparu.

## Transport
La commune est traversée au sud par la route nationale 33 qui franchit le Niger grâce au pont sur le barrage.

## Forces armées
- Camp militaire de Markala
- Ateliers militaires centraux de Markala (AMC)

## Politique et administration

### Élections municipales
| Année | Maire élu               | Parti politique |
| ----- | ----------------------- | --- |
| 2004  | Cheick Oumar Soumbounou | ADEMA |
| 2009  | Demba Diallo            | Mouvement citoyen Depuis le 8 septembre 2019 Adama Siby (Ingénieur d'Agriculture diplômé de IPR/IFRA de Katibougou(MALI) L'Alliance pour la solidarité au Mali-Convergence des forces patriotiques (ASMA-CFP) |

### Jumelages
La Flèche (France)

## Cultes
La paroisse catholique, Notre Dame du Niger de Markala est fondée en 1968 et relève du diocèse de Ségou.

## Culture locale et patrimoine
Chaque année au mois de mars a lieu à Markala le Festival des masques et marionnettes de Markala (Fesmamas).